# Волтер Ленглі
Волтер Ленглі (англ. Walter Langley; 8 червня 1852, Бірмінгем — 21 березня 1922, Пензанс, Корнуол) — британський художник-реаліст зламу XIX–XX ст.

## Життєпис
Майбутній художник народився у місті Бірмінгем. Родина була проста і бідна, батько працював у майстерні кравця.
У 15 років батько віддав його в учні до літографа, тобто бачив його ремісником нового типу. Як більшість англійців, він знався на акварелі і тривалий час працював акварелістом. На початку власних 20 років він перебрався у Лондон. Відомо, що у 21-річному віці він виборов стипендію у Південному Кенсінгтоні і навчався там два роки. Середина XIX століття відома звертанням до історичних стилів. Волтер Ленглі звернувся до стилістики неоренесанс.

## Перехід до живопису олійними фарбами
До 1892 року він працював переважно акварелістом. Художній ринок Британії непогано ставився до акварелі і акварелістів, про що свідчили виставки і залучення до створення акварелей низки аматорів (непрофесійних художників). Тим не менше живопис олійними фарбами традиційно продовжували вважати авторитетним і більш престижним. В його ранніх творах вбачають впливи композицій і насиченість деталями, котрі він знав по створенню літографій.
Його майстерність і авторитет художника зросли настільки, що він став членом Королівського (державного) товариства художників-акварелістів і Королівського художнього товариства. Його картини вже брали на виставки як на батьківщині, так і за кордоном.

## Автопортрет для галереї Уффіці
Свідоцтвом міжнародного визнання художника була замова на його автопортрет, котрий він отримав від керівництва галереї Уффіці, котра століттями збирала автопортрети уславлених мистців.

## Заснування Ньюлинської колонії художників
1881 року Волтер Ленглі отримав від володаря фотографічної майстерні пана Траппа грошовий грант у 500 фунтів стерлінгів на рік і отримав можливість перебратися на житло у село разом із родиною. Місцем поселення родини стане рибальське селище Ньюлин на південному заході графства Корнуел. Згодом до нього приєднався художник і приятель Едвін Харріс. Це стало початком заснування колонії художників, що отримали назву Ньюлинська школа.

## Соціальна тематика картин
Небагата особа за походженням, Волтер Ленглі на десятиліття зберіг цікавість до важкого життя і побуту рибальського поселення та його мешканців. Його робітниче походження і ліві політичні переконання сприяли появі низки картин побутового жанру, де Волтер Ленглі подавав маленькі події незнаних людей, їх надії і розчарування. Живопис у Британії продовжував бути частиною аристократичної культури і успіхи художника Фредеріка Лейтона були покажчиком, наскільки міцними у багатому аристократичному суспільстві були позиції академізму, салонного мистецтва і античні сюжети. Робітнича тематика картин Ленглі сприяла хоча би зменшенню цієї монополії.

## Обрані твори (неповний перелік)

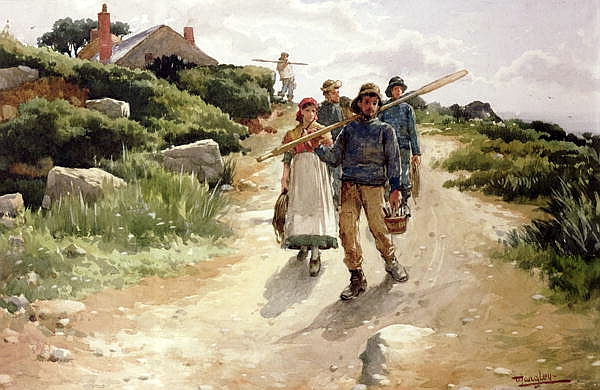
Волтер Ленглі. «Мешканці Ламорни», не датовано.

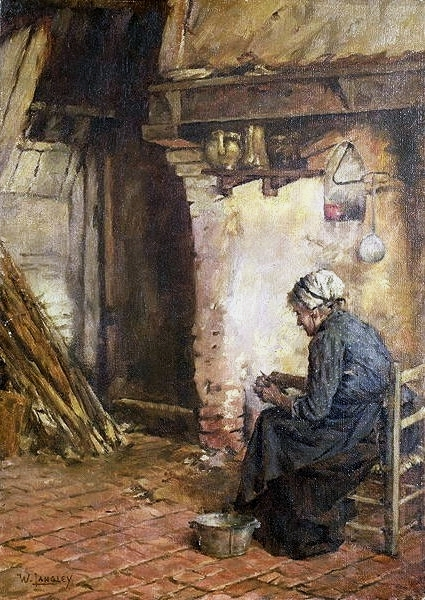
Волтер Ленглі. «Картопля не юшку»

- «Материнство»
- «Кохана рибалки»
- «Перед халупкою рибалки»
- «Новонароджений в родині рибалки»
- «Молода мати»
- «Новий сирота»
- «Мешканці Ламорни»
- «Літній штурман»
- «Сценка у Ньюлені»
- «Ремонт старої ковдри»
- «Спогади старої»
- «Привітання малої доньки»
- «До моря»

## Обрані твори (галерея)

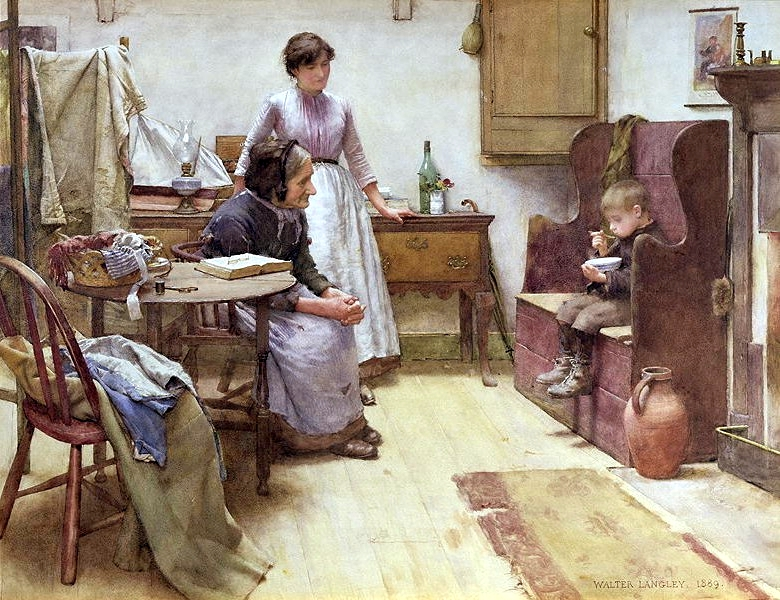
Волтер Ленглі. «Новий сирота», 1889 р.

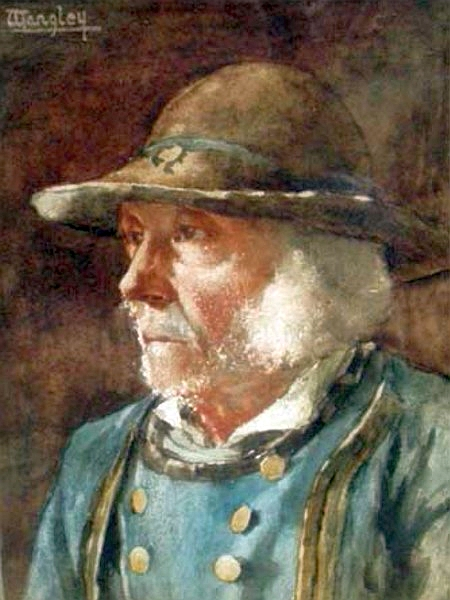
Волтер Ленглі. «Старий рибалка»
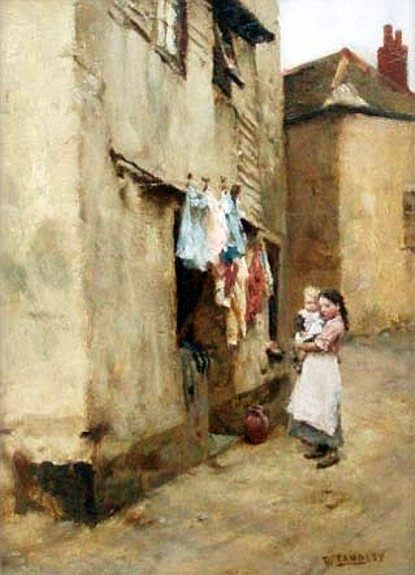
Волтер Ленглі. «Сценка у Ньюлені»
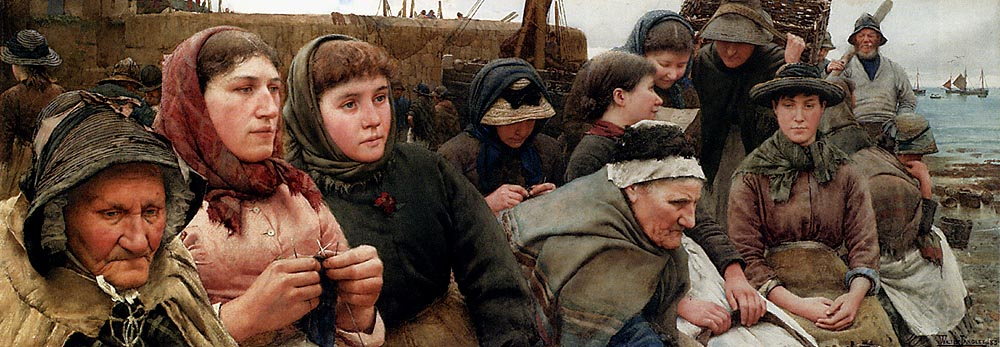
Волтер Ленглі. «Чекають повернення рибалок»
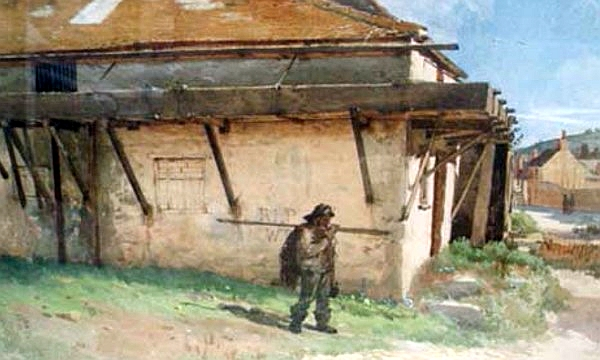
Волтер Ленглі. «До моря»